# 絕命精神病院2
《絕命精神病院2》（符號化為「OU⸸LASTII」）是由Red Barrels開發兼發行的隱蔽類生存恐怖遊戲。在前作《絕命精神病院》發行並擁有知名度後不久，Red Barrels即宣佈《絕命精神病院2》正在製作當中。遊戲試玩版先在Pax East 2016與E3 2016，分別4月23日及6月15日登場讓玩家優先體驗，而後在2016年4月23日於Microsoft Windows、PlayStation 4及Xbox One推出供玩家下載。本作原先預定於2016年秋天推出，但由於一些原因而推遲至2017年4月25日才發售。Red Barrels在2018年2月28日發佈宣傳片，於3月27日發佈任天堂Switch版本，並同時提供預訂服務。
遊戲的主角為記者夫婦：布雷克（Blake）與琳恩（Lynn），兩人為了調查一宗孕婦離奇被害的案件而前往亞利桑那州的沙漠村落。此處的村落有兩個宗教教派，另有一座由跨國企業Murkoff( 穆克夫，另譯為「莫克夫」）公司所搭建的信號塔矗立於此，目的是為了研究此塔的微波對人體的影響。主角與其乘搭的直升機發生意外墜機，夫婦兩人因而失散。布雷克醒來後不見琳恩，為此他必須走進一個充滿被微波影響精神及腦部的村民所住的恐怖村落中找尋妻子。被童年夢魘所困擾的布雷克正逐步揭開村落背後的秘密。

## 遊戲玩法
《絕命精神病院2》是一款第一人稱生存恐怖遊戲，與前作《絕命精神病院》和其DLC《絕命精神病院：告密者》一樣為單人遊戲。故事發生的地方設置在亞利桑那一帶的索諾拉沙漠，同時遊戲採用拾得錄影的方式為鏡頭。而玩家操縱的則是調查記者布雷克·蘭格曼，他為了調查案件而深入鄰近科罗拉多高原西緣的鄉村蘇佩。
主角在作中無法戰鬥與只能在特定場景防禦敵人攻擊，同時亦只能以躲在儲物櫃內、跑跳或爬坡等方式逃離村民的追殺，這些都與前作的要素大致相同。遊戲首次加入疲勞與受傷兩種狀態。如果主角不停奔跑會進入疲勞狀態，移動速度會大大減慢，有別於前作能夠不斷逃跑；如果主角被村民攻擊，則會進入受傷狀態（畫面被血跡圍繞），必須以繃帶包紮才會痊癒，在面對更多數目與更有智慧的敵人下更為緊湊。蘭吉曼手邊唯一的東西是其具有夜視功能的攝錄機，當使用夜視時會加速電量的消耗，撿起散落在村落各處的電池能補充它的電量。而由於蘭吉曼是職業的攝影師，所以他的攝錄機比起前作主角邁爾斯·阿普舍（Miles Upshur）和DLC主角偉倫·帕克（Waylon Park）持有的相機更高級，有著更清晰的畫面、放大功能和可用來檢測遠距離腳步聲等噪音的音頻檢測系統，同時亦可以回看玩家所拍的影片。另外，因蘭吉曼有重度近視，如果眼鏡掉落的話會影響玩家的視野。

## 角色

### 主要人物
- 布雷克·蘭格曼（Blake Langermann）

本作主角，琳恩的丈夫及攝影師助手。患有重度近視，佩戴著眼鏡，多次被襲擊掉落以致視野模糊。
為了調查離奇的孕婦謀殺案，與妻子來到邪教村落「神殿之門」，隨後直升機被強力電波擊毀而與妻子失散，於村落中拼死逃避兩方追捕，誓尋回妻子。被異教徒稱為「聖父」。
在小學時就讀聖西比爾學校，與琳恩、潔西卡是好朋友。不幸的是，潔西卡在小四那年自殺，布雷克從此被夢魘纏繞。認為自己的懦弱以致對方自殺，對自己不顧而去的行為深感歉疚。因此，受穆克夫(另譯為「莫克夫」)微波電塔「反饋迴路」影響，產生學生時期的幻覺，在回憶之中尋找潔西卡的死亡真相。中段開始，主角受微波訊號的影響逐漸強烈，甚至一度將回憶與現實結合，出現血雨，期後更出現末日颶風、沙塵暴等超自然現象。
在故事尾聲，親睹克諾斯自殺與村民大規模死亡的情景，並放下了當年的罪疚感，明白潔西卡的死亡真相。在離開村落的過程中被逐漸增大的太陽呑沒，生死未卜。
於Red Barrels官方漫畫中透露，太陽呑沒實為穆克夫微波電塔遭到以螞蟻為新宿主的奈米兵器（Walrider）破壞的爆炸。布雷克被發現時已雙目無神，陷入嚴重的精神障礙之中，隨後穆克夫人員將其帶走進行拷問。
- 琳恩·蘭格曼（Lynn Langermann）

主角妻子，news-tomorrow.net(明日新聞網)調查記者，與主角到亞利桑那州的村落調查一起離奇的孕婦謀殺案。直升飛機失事後，意外墜落於「神殿之門」。她被克諾斯以及其他邪教徒抓獲並強姦。隨後，克諾斯檢宣稱她懷有「敵基督」嬰兒，但布雷克說明自己與琳恩已經數月沒有性生活，讓懷孕變得撲朔迷離。
異教徒稱之為「聖母」，全力保全她以及能為他們帶來末日的嬰兒。事實上，懷孕徵狀與孩子不過是穆克夫微波電塔所產生的假性懷孕。
在小學時就讀聖西比爾學校，與布雷克、潔西卡是好朋友。然而，弄不清潔西卡當年自殺的原因，事後亦甚少提及。
在故事尾聲，琳恩與布雷克逃過瑪爾塔的追殺，成功走到小聖堂中，卻在分娩後死去（嬰兒沒有影子所以是幻覺，實際死因應為水銀中毒。）。
- 飛機師（The Pilot）

在故事開首為主角們駕駛飛機的男子。在飛機墜落後到達下游位置，不幸被瘋狂的村民活剝皮而身亡。

### 神殿之門（Temple Gate）村民
- 安娜·李（Anna Lee）

伊森的女兒，離奇死亡案中的涉事孕婦。據警方消息，屍體中含有大量水銀。安娜在十五歲的時候被當地的先知克諾斯強姦。之後被誣告迫害懷有「敵基督」嬰兒，實際上只為穆克夫微波電塔所導致的假性懷孕。幸得父親幫助下逃離村莊。死亡事件的真相至遊戲結束一直沒有被解開。
於Red Barrels官方漫畫中透露，安娜在逃離村莊後忽然昏倒，隨後被送往附近的醫院，穆克夫人員前來調查情況的時候將其勒斃。
- 伊森·李（Ethan Lee）

安娜的父親，將居所借予布雷克作避難所。在幫助女兒逃跑後，獨自留守故地，妻子則被驅逐到傷疤人的領地。由於某些未知的原因，有提到自己「尚未出生」，從前的經歷使自己質疑信仰，所以是唯一未被信號侵染而清醒著的村民。
在面對瑪爾塔拷問時，堅決不肯洩露布雷克的位置而被對方殺害。
- 寇哏（Corgan）

在故事開始時，在遠處目睹布雷克進入了神殿之門，然後回到了黑暗中。後來，突然從黑暗中衝出來，猛烈地將布雷克摔倒在地，並推下樓梯。
在故事尾聲，屍體被發現於教堂門外。

### 邪教派（Testament of the New Ezekiel）
- 蘇利文·諾斯（Sullivan Knoth）

自封先知「以西結」的男人，村莊的邪教派領袖。原為鞋子銷售員，因財政困難而收聽福音電台獲得心靈慰藉。認為一切是上帝旨意的他，成立宗教「新以西結的宣告」幫助厭惡世界的人，得到民眾的大力支持。隨後受人敬仰的諾斯帶領民眾到「神殿之門」定居，被大家稱為「爸爸」，與多名女村民發生性關係。
不料，村落成為穆克夫的微波輻射實驗場，受微波訊號影響的他變得冷血兇殘，產生看到「神」的幻覺，成為其中一個「反饋廻路」，聲稱所有嬰兒都是「敵基督」，得而誅之。於是，大肆宣揚迫害嬰兒、暴力、活祭等極具迷惑性的教義，並於井水中加入水銀，使孕婦滑胎。曾患有梅毒，為隱暪真相，派遣信眾於城中購買盤尼西林(青黴素)。
為了知道琳恩與異教徒的藏身處，將村民約西亞跟妻子一同以刑具拷問至死。在故事尾聲，認為「神」已沉默（微波電塔被破壞，訊號停止）而在聖殿中割喉自盡。死前教導村民服食水銀，造成大規模死亡。
原型為現實世界中的人民聖殿教教主-吉姆·瓊斯，而該人物也造成了震驚世界的「瓊斯鎮大屠殺」事件
- 瑪塔（Marta）

忠心追隨諾斯的邪教徒，被對方稱作劊子手及復仇天使。初期對自己的獵殺行為十分害怕，經諾斯的鼓勵後逐漸變得極端暴戾。是遊戲中殺害最多人的兇手。
有著高大的身軀與極度敏捷的速度。武器是一把十字狀的長鎬，受害者多被其以鎬尖貫穿身亡，甚至以鎬柄摧殘生殖器官。在追殺布雷克與琳恩的過程中，被從天而降的十字架貫穿腰部而死。

### 傷疤人（Scalled）
- 萊爾德·拜倫（Laird Byron）

傷疤人眾的首領，諾斯的手下。因水銀毒而發育不良，身材如嬰兒般細小，且患有梅毒（諾斯稱之為「靈魂之病」），常坐在尼克的肩膊上，使用弓箭作為武器。性格急躁，會因小事而責難同伴，故不受眾人尊敬。
萊爾德多次試圖殺死布萊克，包括：釘十字架、活埋等。他稱呼布萊克為「彌賽亞」，認為布萊克可以治癒自己的梅毒和拯救蒼生，因此想殺死他達至「重生」。在混亂中被不滿自己的傷疤人眾從高處推下致死，屍體被埋於木塊底下。
- 尼克·川布萊（Nick Tremblay）

以繃帶遮蓋梅毒傷口的高大男人，萊爾德的坐騎。喜歡吃鹽焗蟋蟀。與萊爾德一同被傷疤人眾從高處推下，屍體被埋在木塊底下。

### 異教徒（The Heretics）
- 瓦爾（Val）

神秘的敵基督派首領。身材極度瘦削。似為跨性別者，但官方在推特上僅以「Val is Val（瓦爾的性別就是瓦爾）」來回答此相關疑問。
擁有一所收容所，將裡面的40位孩子視同己出，但受諾斯教疏殺害其中多個子女。曾經是諾斯的執事，並深得其信任，在邪教徒中有很高的地位。在穆克夫微波訊號襲來後，未完全被信號控制，清楚地意識到諾斯與邪教的危害性。她挖出了一條地下隧道為叛教者作藏身處，聚集並討論幻象一事，組成異教對抗邪教派，並稱諾斯為「說謊者、騙子、癮君子、懦夫、強奸犯、弒童者」。認為敵基督之子降生，就可招來世界末日，以此作為其中一個「反饋廻路」。
在直升機失事後抓獲了琳恩，並且想她把孩子生下來。在布雷克營救琳恩的過程中，多次現身阻撓。最終，洞穴遭到邪教派洗劫，與異教徒眾一同慘死當中。
- 約西亞（Josiah）

異教徒之一，瑪麗的丈夫，被邪教徒綁在刑具上並剜去雙眼，身上寫有「猶大」的可憐男人。在看到布雷克後，不斷叫對方殺死自己，害怕克諾斯以妻子作要脅時，會說出琳恩的事。沒想到，邪教徒果真以瑪麗的性命逼使約西亞透露琳恩的位置。約西亞說出「礦場」後，被邪教徒用斧頭劈碎胸骨而死。
- 瑪麗（Mary）

異教徒之一，約西亞的妻子。被邪教徒捉住以威脅約西亞說出琳恩的位置。在得悉內情後，被出爾反爾的邪教徒強姦及用刑具折磨，手腳拉斷見骨，死狀慘烈。

### 聖西比爾校園回憶
- 潔西卡·格雷（Jessica Gray）

布雷克與琳恩就讀聖西比爾學校時認識的同學、青梅竹馬。調皮、愛惹事，拒絕與其他人玩耍，只視布雷克和琳恩為朋友。即使知道布雷克與琳恩是情侶，仍大膽喜歡著對方，有時更主動做出親密的舉動。此外，她十分害怕暴力對待自己的父親，被神父以此作要脅，多次性侵及強姦。
某天晚上，自己與布雷克在學校玩躲迷藏，碰巧被尚未離開的勞特米爾奇神父發現並試圖侵犯。潔西卡在逃跑過程中失足摔下樓梯，折斷頸部瀕死，後被發現上吊死於學校走廊。
在回憶中多次幫助布雷克逃過校園惡魔的追捕，並一步步帶領他發掘真相。
- 勞特米爾奇神父（Father Loutermilch）

假仁假義的聖西比爾學校老師，右額有大片的紫色胎記，醉心於數學及音樂。多次性侵及強姦潔西卡。
在音樂室彈琴時，偶然碰上在學校玩躲迷藏的兩人，繼而心生邪念支開布雷克，侵犯潔西卡。在追捕逃跑的潔西卡時，間接令對方失足摔落樓梯。欲殺害目擊整個過程的布雷克不果。期後將重傷的潔西卡吊上走廊的抽風機，偽裝成自殺的景象，並模仿她於課室黑板上寫遺言，將一切責任怪罪於布雷克的見死不救。
將布雷克在校園回憶中拍攝的模糊片段倒轉播放，會聽到神父的禱告，內容是掩飾並合理化自己的罪過。
- 校園惡魔（School Demon）

聖西比爾學校回憶中的敵人，移動時會在四周留下腐肉傷口等印記。鬼祟跟蹤布雷克的怪物，實為主角結合恐懼及悔疚，以勞特米爾奇神父為形象的扭曲投射。然而，遊戲沒有明確指出怪物的身份，唯怪物的右額有一樣的胎記寓意聯想。
形象方面，多手及長舌象徵性慾，從某角度觀察模組，會發現角色的其中一雙手正在自瀆，暗指神父心術不正，對潔西卡圖謀不軌。

## 開發
在《絕命精神病院》取得成功後，Red Barrels在2014年10月23日確定着手開發《絕命精神病院2》，後者在角色及故事的設定上和前者有很大的不同，因為《絕命精神病院2》的故事發生地點不在巨山上。Red Barrels的其中一位創辦人菲利普·莫林（Philippe Morin）接受恐怖電影網站血腥嘔心訪問時表示：「我們很想繼續改進我們的技藝，但我們還是會以同樣的方式來處理事情。」
2015年10月28日，Red Barrels於其Facebook和Twitter帳號發放了一張相片，相片中有一個大大的「Tomorrow」（明天）一字且有一份寫著「Classified」（機密）的文件。第二天，《絕命精神病院2》的預告片在Red Barrels的YouTube帳戶上發布。
2016年1月26日，當被問及是否會在開始發行後一邊接受預訂時，Red Barrels回答稱不排除這可能性。2月5日，莫林接受「Indie Games Level Up!」採訪時表示《絕命精神病院2》的故事內容主要建基於1978年的瓊斯鎮慘案。4月4日，Red Barrels發放一條名叫《Jude 1:14-15》的影片，該影片以陰天的雲層為背景並帶有白色的聖伯多祿十字和加上不規則人聲的不祥音訊。將影片倒播後的音訊如下：
孩子們，你們被上帝所愛，是天堂的守護者—和平啊！在這和平美好的日子，即便是羅馬人...清教徒城市腐化骯髒的語言，我們所有的痛苦歲月都聚在這裡…在第三個千年的第十六年第四個月第二十二天，我們被清算的日子開始了。蜘蛛眼的羔羊在妓女梏具的遠處等著我們，並渴望著這個世界！準備好你們的刀，因為好的土地渴望着鮮血，我們就像天使一樣，必須毫無慈悲心。上帝愛你們。
4月23日和6月15日，遊戲的試玩版分別於PAX East 2016和E3 2016展出並發布。4個月後的8月26日，前作《絕命精神病院》的音樂製作人塞繆爾·拉夫拉姆（Samuel Laflamme）宣布回歸譜制《絕命精神病院2》的配樂。

## 發行
2017年4月21日，《絕命精神病院2》的2017年版預告片在Red Barrels的YouTube帳戶上發布，2天後，遊戲於Microsoft Windows、PlayStation 4及Xbox One推出並供玩家下載。與其一同發行的還有將《絕命精神病院》系列所有作品熔為一爐的合輯《絕命精神病院三位一體》（Outlast Trinity）。遊戲原先計劃如同2016版預告片所說的於2016年秋天推出，然而在8月1日，Red Barrels宣布遊戲發布將推遲到2017年第一季度。
在發布前約一個月，澳大利亞分類委員會拒絕給予《絕命精神病院2》「R18+」的評級，沒有評級，代表遊戲不能在澳大利亞的商店出售。Red Barrels對遊戲進行修改，包括模糊異教徒洞穴內的性愛鏡頭、瓦爾的死亡鏡頭，以及刪除勞特米爾奇神父強姦潔西卡，二人的呻吟聲效，委員會終宣佈撤回其決定，允許給予「R18+」的評級，使其可以對外銷售。

## 評價
| 汇总媒体   | 得分                                      |
| ---------- | ----------------------------------------- |
| Metacritic | （PC）77/100 （PS4）71/100 （XONE）75/100 |

| 媒体            | 得分    |
| --------------- | ------- |
| Destructoid     | 8/10    |
| Game Informer   | 7.75/10 |
| Game Revolution | [ 30 ]  |
| GamesRadar+     | [ 31 ]  |
| GameSpot        | 7/10    |
| GameZone        | 7/10    |
| IGN             | 8.3/10  |
| PC Gamer美国    | 85/100  |
| Polygon         | 7.5/10  |
| VideoGamer.com  | 6/10    |

Metacritic根據34條評論給PC版《絕命精神病院2》77/100的分數，而PS4和Xbox One版則分別是71分（22條評論）和75分（6條評論），皆屬「普遍正面」。IGN給予本作8.3/10分，評分者露西·奧布萊恩（Lucy O'Brien）稱它延續了前作《絕命精神病院》的恐怖感，是其可怕的繼承作。GameSpot則給它7/10分，評分者斯科特·巴特沃斯（Scott Butterworth）形容《絕命精神病院2》絕對會令你嚇破膽。